# Новий (Ленінськ-Кузнецький округ)
Но́вий (рос. Новый) — селище у складі Ленінськ-Кузнецького округу Кемеровської області, Росія.

## Населення
Населення — 544 особи (2010; 619 у 2002).
Національний склад (станом на 2002 рік):
- росіяни — 90 %